# S.O.S (ストラトヴァリウスの曲)
「S.O.S」はストラトヴァリウスの9枚目のシングル。アルバム『デスティニー』から先行シングルカットされた楽曲である。シングルバージョンの方がアルバム収録曲より若干短い。作曲ティモ・トルキ、作詞ティモ・コティペルト。
3曲目の『ブラックアウト』はスコーピオンズのカバー。アメリカ版『デスティニー』のボーナストラックである。
この曲はフィンランドチャートで最高位2位を記録した。

## 収録曲
1. "SOS"
2. "NO TURNING BACK"
3. "BLACKOUT"　(スコーピオンズカバー）
4. "YEARS GO BY"

## プロモーションビデオ
一斉に車を降りてくる幼い神学校の服を着た男児。古い教会の門を開けると、そこには林檎と蝋燭と古い本が置かれていた。興味深げに覗きこむ男児たちの背後に黒いマントを着た悪魔のような強面の男性が…。恐る恐る古い教会の中を探索する男児たちと、林檎や薔薇の花を食べる黒いマント姿の男たち。男児たちは黒いマントの男たちに気づかれたことを知ると、恐れをなして逃げ去ってゆく。
古い教会での出来事と演奏をするストラトヴァリウスの姿が交互に映る。
- 監督 - Sökö Kaukoranta